# Мурофуси, Юка
Юка Мурофуси (яп. 室伏 由佳; род. 11 февраля 1977, Сидзуока) — японская легкоатлетка, специалистка по метанию молота и диска. Выступала за сборную Японии по лёгкой атлетике в 1996—2012 годах, обладательница бронзовой медали Азиатских игр, серебряная и бронзовая призёрка чемпионатов Азии, многократная чемпионка страны, действующая рекордсменка Японии в метании молота, участница летних Олимпийских игр в Афинах.

## Биография
Юка Мурофуси родилась 11 февраля 1977 года в префектуре Сидзуока, Япония. Детство провела в городе Тоёта, префектура Айти. Происходит из семьи с богатыми спортивными традициями. Её отец Сигэнобу Мурофуси был рекордсменом Японии в метании молота, много раз побеждал на Азиатских играх и участвовал в трёх олимпийских турнирах. Мать — румынская легкоатлетка Серафина Мориц, становившаяся чемпионкой Европы среди юниоров в метании копья. Старший брат Кодзи Мурофуси — титулованный метатель молота, олимпийский чемпион, чемпион мира.
Впервые Юка заявила о себе в лёгкой атлетике на международной арене в сезоне 1996 года, когда вошла в состав японской национальной сборной и выступила на юниорском мировом первенстве в Сиднее, где в зачёте метания диска стала шестой.
В 1997 году побывала на Восточноазиатских играх в Пусане, откуда привезла награду бронзового достоинства, выигранную в метании диска.
В 2000-х годах находилась в числе лучших японских метательниц диска и молота, неоднократно выигрывала чемпионаты Японии в данных дисциплинах.
На чемпионате Азии 2000 года в Джакарте стала пятой в метании диска и получила серебро в метании молота.
В 2001 году взяла бронзу в метании диска на домашних Восточноазиатских играх в Осаке.
На чемпионате Азии 2003 года в Маниле была пятой в метании диска.
Летом 2004 года на соревнованиях в Фудзиёсиде установила ныне действующий национальный рекорд Японии в метании молота — 67,77 метра. Выполнив олимпийский квалификационный норматив, удостоилась права защищать честь страны на летних Олимпийских играх в Афинах — на предварительном квалификационном этапе показала результат 65,33 метра и в финал не вышла.
После афинской Олимпиады Мурофуси осталась действующей спортсменкой и продолжила принимать участие в крупнейших международных стартах. Так, в 2005 году она выиграла бронзовые медали на чемпионате Азии в Инчхоне и на Восточноазиатских играх в Макао, отметилась выступлением на чемпионате мира в Хельсинки.
В 2006 году выступала в метании диска и молота на Азиатских играх в Дохе, став в обоих случаях четвёртой.
В 2007 году метала диск на домашнем чемпионате мира в Осаке.
На чемпионате Азии 2009 года в Гуанчжоу была четвёртой в метании диска и получила бронзовую награду в метании молота.
В 2010 году на Азиатских играх в Гуанчжоу показала шестой результат в метании диска и третий результат в метании молота.
В 2011 году добавила в послужной список бронзовую медаль, выигранную в метании молота на домашнем чемпионате Азии в Кобе. При этом в метании диска заняла итоговое восьмое место.
Завершила спортивную карьеру по окончании сезона 2012 года.